# The Last Supper
『The Last Supper』（ザ・ラスト・サパー）は、日本の音楽ユニットである電気グルーヴのセルフ・トリビュート・アルバム。
2001年7月25日にキューンレコードよりリリースされた。ライブ・アルバム『イルボン2000』（2000年）からおよそ1年振りにリリースされた作品であり、プロデュースは電気グルーヴ名義となっている。
メジャー・デビュー10周年を記念したセルフ・トリビュート・アルバムであり、漫画家の天久聖一など過去に電気グルーヴに関連した人物の他にもミュージシャンの小山田圭吾などが参加している。本作には過去作においてリリースされた楽曲の新たなリミックス・バージョンが収録されており、初回限定盤のみ付属しているボーナスCDには初CD化となる音源が収録されている。
本作はオリコンアルバムチャートにおいて最高位第10位となった。電気グルーヴは同年9月8日に開催されたレイヴ・イベント「WIRE01」への参加を最後に活動休止となり、ベスト・アルバム『SINGLES and STRIKES』（2004年）までリリースが途絶えることとなった。

## 背景
ライブ・アルバム『イルボン2000』（2000年）リリース後、同年7月30日に電気グルーヴは苗場スキー場にて開催されたイベントライブ「フジロックフェスティバル '00」に参加、同イベントに参加するのは第1回目以来3年ぶりとなり、ホワイト・ステージのトリを務めた他にピエール瀧の手長衣装が初めて披露された。また、同会場にてメンバーは2枚目のアルバム『FLASH PAPA』（1991年）のレコーディングに参加していたエンジニアのサイモン・クロンプトンと偶然再会することになった。8月26日にはコンピレーション・アルバム『WIRE 00』（2000年）がリリース、電気グルーヴは書き下ろしとなる「wire, wireless (Radio)」にて参加した他、同作のアナログ盤にはミックス違いとなる「wire, wireless (Arena)」が収録された。8月26日には香港のクラブであるPinkのオープニング・パーティーとして開催された「Pink Day」に参加、他の出演者としてウエストバム、ダズサウンド、DJ Heavenなどがおり、前日のプレ・オープニングには石野卓球がDJとして参加したものの、両日において地元の著名な芸能人の逮捕者が続出し翌日にはタブロイド紙の一面で取り上げられる事態となったが、電気グルーヴについては全く触れられていなかった。8月30日にはニッポン放送の深夜番組『電気グルーヴのオールナイトニッポン』（1991年 - 1994年）が一夜限りの復活を遂げた。9月2日には横浜アリーナにて開催された「WIRE 00」に参加、他の出演者としてウエストバム、スヴェン・フェイト、Hell、クロード・ヤング、トーマス・シューマッハ、ゾンビ・ネイション、ベロシマ、DJ TASAKA、田中フミヤなどに加えて石野がソロとして参加した。10月には瀧が漫☆画太郎と共作した漫画『虐殺! ハートフルカンパニー』（2000年）が漫画雑誌『コミックバウンド』にて連載開始されたものの、雑誌が5号で廃刊になったために短期間で連載終了となった。12月にはタワーレコードの冬期セール・キャンペーンに出演した。
2001年には電気グルーヴのアナログ盤が続々とリリースされており、1月31日に『ドリルキングゴールデンヒッツ Vol.1』、2月23日に『ドリルキングゴールデンヒッツ Vol.2』、3月30日に『ドリルキングゴールデンヒッツ Vol.3』がそれぞれリリースされた。2月14日には本作収録曲である「21世紀もモテたくて…」のレコーディングが行われ、漫画家の天久聖一がゲストとして参加したがコップ酒をストローで飲みながらのレコーディングであったため天久のボーカルはすべてキーが合っていなかった。3月23日には石野のソロ・シングル「STEREO NIGHTS」がCDにてリリース、3月30日にはカップリング曲が異なる同シングルのアナログ盤がリリースされており、またプロモーション・ビデオは瀧が監督を行った。4月17日には本作収録曲である「ノイ ノイ ノイ」のため代々木公園野外音楽堂にて、一般人からコーラスを募集して野外レコーディングが行われた。4月25日には石野の4枚目となるソロ・アルバム『KARAOKEJACK』（2001年）がCDにてリリースされ、4月27日に同作のアナログ盤がリリースされた。4月27日にはスロベニアのアンバサダー・ガビオリにて開催された「LOOPA NIGHT」に参加、同イベントは石野及びDJ TASAKAによる「LOOPA」の海外出張版であり、両名は電気グルーヴとしてのパフォーマンスの他にDJとしても参加し会場は満員御礼となった。4月30日にはドイツのヴェストファーレンハレにて開催された「MAYDAY -10in01」に参加、電気グルーヴとしては3年ぶりの同イベントへの参加となった。5月5日にはドイツのベルリンにあるコロンビアホールにて開催された「Electric Kingdom」に参加。5月24日には新宿リキッドルームにて石野初のソロ・ライブとなる「KARAOKE NIGHTCOOP」が開催され、石野としては高校在籍時以来となるソロ・ステージでありトビーネイションおよびKAGAMIがDJとして参加した。

## 楽曲

### disc 1
1. 「ドリルキング社歌2001」
電気グルーヴが主宰するレーベル「ドリルキング・レコード」に所属するアーティストたちの楽曲を収録したという触れ込みの企画コンピレーション・アルバム『DRILL KING ANTHOLOGY』（1994年）に収録された「ドリルキング・アンセム（ドリルキング社歌）」の2001年バージョンであり、音楽情報サイト『CDジャーナル』では「軍歌調の勇壮なメロディにこれぞ電気グルーヴ的な歌詞が乗った楽曲は、台風が吹き荒れたあとの清々しさすら感じる」と記載されている[6]。
2. 「元祖・力医師」
フジテレビ系テレビアニメ『あしたのジョー』（1970年 - 1971年）の劇中歌「力石のテーマ」のパロディーとなっており、本作におけるリミックスは元メンバーの砂原良徳が担当している。
3. 「カフェ・ド・鬼」
2枚目のアルバム『FLASH PAPA』（1991年）の収録曲のセルフカバーであり、本作におけるリミックスは当時メンバーであったCMJKが担当している。本作収録バージョンでは全英語詞になっており、ボーカルは衛藤利恵が担当している。
4. 「ガリガリ君 (cornelius remix)」
8枚目のアルバム『A』（1997年）収録曲であり後に非売品としてリリースされた「ガリガリ君」のリミックス・バージョンとなっており、本作ではコーネリアスがリミックスを担当している。
5. 「B.B.E.」
3枚目のアルバム『UFO』（1991年）の収録曲のリミックス・バージョンとなっている。『CDジャーナル』では「あまりにも無意味すぎる単語の羅列が、疾走感のあるビートに乗っていやがおうにも迫ってくる、破壊力満点の楽曲。まさに彼らにしか成し得ない世界がクセになりそうだ」と記載されている[6]。
6. 「エジソン電 (DJ tasaka's teyuka akogare mix edit)」
9枚目のアルバム『VOXXX』（2000年）収録曲であり、本作にはアナログ盤『ドリルキングゴールデンヒッツ Vol.3』（2001年）収録のバージョンが収録されている。
7. 「21世紀もモテたくて…」
松田聖子の楽曲「天使のウィンク」（1985年）およびC-C-Bの楽曲「Romanticが止まらない」（1985年）のイントロがサンプリングされている。後にリリースされたデジタル・ダウンロード版では未収録となっている。
8. 「愛のクライネメロディー (overrocket 8201 mix)」
9枚目のアルバム『VOXXX』収録曲であり、本作にはアナログ盤『ドリルキングゴールデンヒッツ Vol.3』（2001年）収録のバージョンが収録されている。
9. 「スコーピオン2001 (tribute vocal mix edit)」
7枚目のアルバム『ORANGE』（1996年）収録曲であり、本作にはアナログ盤『ドリルキングゴールデンヒッツ Vol.3』（2001年）収録のバージョンが収録されている。
10. 「N.O. (Nord Ost)」
3枚目のシングル「N.O.」（1994年）のセルフカバーであり、本作収録バージョンでは全ドイツ語詞でボーカルは衛藤利恵が担当している。
11. 「ノイ ノイ ノイ」
代々木公園野外音楽堂にて録音されたファン50人による合唱が収録されている。

### disc2
1. 「nothing's gonna change (lexy & k-paul remix)」
11枚目のシングル「Nothing's Gonna Change」（1999年）のリミックス・バージョンであり、ドイツの音楽グループであるレクシー&K・ポール（英語版）がリミックスを担当している。
2. 「新幹線 (tab eater mix)」
5枚目のアルバム『VITAMIN』（1993年）収録曲であり、本作には12インチシングル「人生 (Hardfloor Remix)」のB面に収録されていたバージョンが収録されている。
3. 「ダイナソータンク」
アナログ盤『DRAGON EP』（1995年）に収録されていたバージョンとなっている。
4. 「あすなろサンシャイン (takkyu ishino re-construction)」
『A』収録曲であり、本作には12インチシングル収録のバージョンが収録されている。
5. 「誰だ! (kagami's remix)」
7枚目のシングル「誰だ! (Radio Edit)」（1996年）のリミックス・バージョンであり、KAGAMIがリミックスを担当している。
6. 「N.O. (Nord Ost)」
POLYSICSによるカバーが収録されている。
7. 「technopolis (denki's electropolis remix)」
イエロー・マジック・オーケストラの楽曲「テクノポリス」（1979年）を電気グルーヴがリミックスしたバージョンであり、リミックス・アルバム『YMO-REMIXES TECHNOPOLIS 2000-00』（2000年）に収録されていたバージョンとなっている。
8. 「モテたくて… (天久カペラ)」
本曲は元々テレビブロスの企画で「The 天久聖一 With ギ・おならすいこみ隊」による日射病撲滅キャンペーンソングとしてシングルにて非売品としてリリースされた[7]。本作にはボーカル部分のみを抜粋したア・カペラ・バージョンが収録されている。

## リリース、アートワーク、チャート成績
本作は2001年7月25日にキューンレコードからリリースされ、初回限定盤は36ページブックレットおよびボーナスCDが付属した2枚組CDにてリリースされた。本作ジャケットに使用された宇宙人姿の石野および瀧はタワーレコードの広告に使用されていたものであり、顔出しされることをメンバーが忌避した結果「タワレコに買い物に来た宇宙人」というコンセプトで田中秀幸がデザインを行った。ブックレットにはバンド・ヒストリーとして過去の写真が掲載されているが、ビートルズやフィンガー5、ゴダイゴ、安全地帯をモデルとした虚偽の写真となっている。安全地帯をモデルとした写真には石野および瀧の他に2名が写っているが、後にその内の1名と再会した際に「憶えてますか? ホラ、安全地帯の!」と話しかけたところ「憶えてません。安全地帯じゃねえし」と返答されたと瀧は述べている。調光室の前で撮影された写真はゴダイゴの真似のつもりであったが、結果としてドイツのロックバンドであるカンのようになったと石野は述べている。本作はオリコンアルバムチャートにおいて最高位第10位の登場週数4回となった。本作の初回限定盤の売り上げ枚数は電気グルーヴのアルバム売上ランキングにおいて第7位となっている。

## 収録曲
- CDブックレットに記載されたクレジットを参照[10]。また、disc 2の2、3、7曲目はインストゥルメンタルとなっている。

| #         | タイトル                                                                                              | 作詞                                       | 作曲                                         | 編曲・ミックス                    | 時間  |
| --------- | --- | ------------------------------------------ | -------------------------------------------- | --------------------------------- | ----- |
| 1.        | 「ドリルキング社歌2001」(drill king anthem2001)                                                       | 石野卓球、ピエール瀧                       | 石野卓球、ピエール瀧                         | 電気グルーヴ、DJ TASAKA           | 2:45  |
| 2.        | 「元祖・力医師」(ganso rikiishi)                                                                      | 電気グルーヴ、八木正生                     | 電気グルーヴ、八木正生                       | 砂原良徳                          | 5:33  |
| 3.        | 「カフェ・ド・鬼」(cafe de oni)                                                                       | 石野卓球、ピエール瀧、衛藤利恵             | 石野卓球、ピエール瀧、衛藤利恵               | CMJK                              | 4:35  |
| 4.        | 「ガリガリ君 (cornelius remix)」(garigari kun (cornelius remix))                                      | 電気グルーヴ                               | 電気グルーヴ                                 | コーネリアス                      | 3:15  |
| 5.        | 「B.B.E.」                                                                                            | ピエール瀧                                 | 石野卓球                                     | 電気グルーヴ、DJ KAGAMI、渡部高士 | 3:15  |
| 6.        | 「エジソン電 (DJ tasaka's teyuka akogare mix edit)」(edisonden (DJ tasaka's teyuka akogare mix edit)) | 石野卓球、ピエール瀧                       | 石野卓球、ピエール瀧                         | DJ TASAKA                         | 4:44  |
| 7.        | 「21世紀もモテたくて…」(21st century mo motetakute)                                                   | 石野卓球、ピエール瀧、ザ・天久聖一、松本隆 | 石野卓球、ピエール瀧、ザ・天久聖一、筒美京平 | 電気グルーヴ                      | 4:53  |
| 8.        | 「愛のクライネメロディー (overrocket 8201 mix)」(eine kleine melodie (overrocket 8201 mix))           | 石野卓球                                   | 石野卓球                                     | overrocket                        | 5:02  |
| 9.        | 「スコーピオン2001 (tribute vocal mix edit)」(scorpion2001 (tribute vocal mix edit))                  | ピエール瀧、砂原良徳、石野卓球             | ピエール瀧、砂原良徳、石野卓球               | 石野卓球、渡部高士                | 5:03  |
| 10.       | 「N.O. (Nord Ost)」                                                                                   | 石野卓球                                   | 石野卓球                                     | 電気グルーヴ                      | 3:23  |
| 11.       | 「ノイ ノイ ノイ」(neu neu neu)                                                                       | ピエール瀧、砂原良徳                       | ピエール瀧、砂原良徳                         | 會田茂一                          | 4:59  |
| 合計時間: | 合計時間:                                                                                             | 合計時間:                                  | 合計時間:                                    | 合計時間:                         | 47:27 |

| #         | タイトル | 作詞                 | 作曲                 | 編曲・ミックス     | 時間  |
| --------- | --- | -------------------- | -------------------- | ------------------ | ----- |
| 1.        | 「nothing's gonna change (lexy & k-paul remix)<2001>」                                                           | 石野卓球             | 石野卓球             | レクシー&K・ポール | 5:11  |
| 2.        | 「新幹線 (tab eater mix)<1994>」(sinkansen (tab eater mix))                                                      |                      | 石野卓球             |                    | 7:30  |
| 3.        | 「ダイナソータンク<1995>」(dinosaur tank)                                                                        |                      | 石野卓球、砂原良徳   |                    | 10:01 |
| 4.        | 「あすなろサンシャイン (takkyu ishino re-construction)<1998>」(asunaro sunshine (takkyu ishino re-construction)) | 電気グルーヴ         | 電気グルーヴ         |                    | 7:03  |
| 5.        | 「誰だ! (kagami's remix)<2001>」(dareda! (kagami's remix))                                                       | 石野卓球、ピエール瀧 | 石野卓球、ピエール瀧 | KAGAMI             | 7:15  |
| 6.        | 「N.O. (Nord Ost)<2001>」                                                                                        | 石野卓球             | 石野卓球             | POLYSICS           | 4:27  |
| 7.        | 「technopolis (denki's electropolis-remix)<2000>」                                                               |                      | 坂本龍一             | 電気グルーヴ       | 4:21  |
| 8.        | 「モテたくて… (天久カペラ)<1993>」(motetakute・・・ (amahisa capella))                                           | 天久聖一、石野卓球   | 天久聖一、石野卓球   |                    | 2:34  |
| 合計時間: | 合計時間: | 合計時間:            | 合計時間:            | 合計時間:          | 48:22 |

## スタッフ・クレジット
- CDブックレットに記載されたクレジットを参照[10]。

### 電気グルーヴ
- 石野卓球
- ピエール瀧

### 参加ミュージシャン
- kijimac – ギター（DISC 1: 1曲目）
- 衛藤利恵 – ボーカル（DISC 1: 3,10曲目、DISC 2: 6曲目）
- 小山田圭吾 – インストゥルメント（DISC 1: 4曲目）
- 天久聖一 – ボーカル（DISC 1: 7曲目）
- 會田茂一 – ラップスティール（DISC 1: 11曲目）
- 三木黄太 – チェロ（DISC 1: 11曲目）
- 坂本弘道（英語版） – チェロ（DISC 1: 11曲目）
- 佐藤研二 – チェロ（DISC 1: 11曲目）
- 五島良子 – サンプル・ボイス（DISC 2: 1曲目）
- POLYSICS – パフォーマンス（DISC 2: 6曲目）

### 録音スタッフ
- 杉本哲哉 – レコーディング・エンジニア（DISC 1: 3曲目）
- 美島豊明 – プログラム（DISC 1: 4曲目）
- 高山徹 – ミキシング・エンジニア（DISC 1: 4曲目）
- 渡部高士 – ミキシング・エンジニア（DISC 1: 5曲目）
- KAGAMI – ミキシング・エンジニア（DISC 1: 5曲目）
- 新銅康晃 – ミキシング・エンジニア（DISC 2: 6曲目）
- yasman 2000 – マスタリング・エンジニア

### 美術スタッフ
- ヤマグチゲン (atomic studio) – 写真撮影
- 宇山みわこ – スタイリング
- 藤岡ちせ (paja pati) – ヘアー&メイク・アップ
- 田中秀幸（フレイムグラフィックス） – アートワーク
- たじままなみ（フレイムグラフィックス） – アートワーク

## チャート
| チャート         | 最高順位 | 登場週数 | 売上数 | 出典  |
| ---------------- | -------- | -------- | ------ | ----- |
| 日本（オリコン） | 10位     | 4回      | -      | [ 2 ] |

## リリース日一覧
| No. | リリース日     | レーベル                       | 規格         | カタログ番号 | 備考                                                    | 出典          |
| --- | -------------- | ------------------------------ | ------------ | ------------ | ------------------------------------------------------- | ------------- |
| 1   | 2001年7月25日  | キューンレコード               | 2枚組CD      | KSC2-394～5  | 初回限定盤、36ページブックレットおよびボーナスCD付属    | [ 6 ] [ 11 ]  |
| 2   | 2001年7月25日  | キューンレコード               | CD           | KSC2-396     | 通常盤                                                  | [ 12 ] [ 13 ] |
| 3   | 2017年12月20日 | ソニー・ミュージックレーベルズ | AAC-LC       | -            | デジタル・ダウンロード、「21世紀もモテたくて…」は未収録 | [ 14 ]        |
| 4   | 2017年12月20日 | ソニー・ミュージックレーベルズ | ロスレスFLAC | -            | デジタル・ダウンロード、「21世紀もモテたくて…」は未収録 | [ 15 ]        |